# Batukuwung
Batukuwung is een bestuurslaag in het regentschap Serang van de provincie Banten, Indonesië. Batukuwung telt 7233 inwoners (volkstelling 2010).